# مالزی
مالزی (به مالایی: Malaysia) با نام رسمی فدراسیون مالزی (به مالایی: Persekutuan Malaysia) کشوری در جنوب شرقی آسیا و پایتخت آن کوالا لامپور است. سازمان‌های دولتی و وزارت‌خانه‌های این کشور در شهر جدید پوتراجایا (پایتخت اداری) واقع شده است. مالزی عضو سازمان ملل متحد و اتحادیه کشورهای همسود است. این فدراسیون شامل سیزده ایالت در جنوب شرقی آسیا است. نام «مالزی» زمانی انتخاب شد که فدراسیون مالایا؛ سنگاپور، صباح و ساراواک یک اتحادیه متشکل از ۱۴ ایالت را تشکیل دادند. در سال ۱۹۶۵ سنگاپور از مالزی جدا شد و به کشوری مستقل تبدیل گردید. مالزی دربردارنده دو ناحیهٔ جغرافیائی است و دریای جنوبی چین این دو را از هم جدا می‌کند: شبه‌جزیره مالزی یا مالزی غربی که بر روی شبه‌جزیره مالایی قرار دارد و از شمال با تایلند مرز خشکی دارد و از طریق جادهٔ شوسهٔ جوهور از جنوب با سنگاپور پیوند دارد. این کشور دربردارندهٔ شاه‌نشین‌های جوهور، کداح، پاهنگ، نگری سمبیلان، کلانتان، پراک، سلانگور، پرلیس و ترنگانا بوده و دو ایالت آن را فرمانداران ملاکا و پنانگ و دو منطقهٔ فدرال پوتراجایا و کوالالامپور سرپرستی می‌کنند. بورنئوی مالزی یا مالزی شرقی که بخش شمالی جزیره بورنئو را دربردارد، هم‌مرز با اندونزی و پادشاهی برونئی است. مالزی شرقی دربردارندهٔ ایالات صباح و ساراواک و حوزهٔ فدرال لابوآن است. اگرچه از دیدگاه سیاسی مالزی را بیشتر مالایی‌ها سرپرستی می‌کنند؛ اما جمعیت جدید مالزیایی با وجود اقلیت‌های چینی و هندی، یک‌دست نیست. سه حزب اصلی تشکیل دهندهٔ ناسیونال باریسان، هریک وابستگی خود را به یکی از گروه‌های نژادی کاسته است. تنها تنش مهم دیده‌شده در این کشور؛ از زمان استقلال آن تا کنون، شورش‌های نژادی ۱۳ می در آستانهٔ مبارزهٔ انتخاباتی و بر سر درگیری‌های نژادی بوده است. با این همه، مالزی الگویی از هماهنگی نژادی شمرده می‌شود.

## آشنایی با کشور مالزی
کشور مالزی در دریای چین جنوبی واقع شده است؛ مقصدی با سواحل مرجانی و ماسه‌ای که سیل عظیمی از توریست‌ها را به سمت خود می‌کشاند. مالزی با تنوعی از فرهنگ‌ها و پایتختی مدرن، حقیقتاً هم به لحاظ مناظر طبیعی و هم به لحاظ شهروندان، کشوری منحصربه‌فرد می‌باشد.
با انتخاب کشور مالزی به عنوان مقصد تحصیلی خود، زیبایی‌های این کشور را ورای جنگلهای انبوه و بارانی باستانی، پارک‌های ملی و سواحل باشکوه آن خواهید یافت.
شهرهای مالزی نیز شگفت‌انگیز هستند، از بازارهای رنگارنگ و متنوع گرفته تا مساجد مسلمانان، معابد بودایی‌ها و زیارت‌گاه‌های هندوها که اغلب همه در کنار هم قرار دارند؛ شما را محصور می‌کنند. جالب است بدانید؛ مالزی میزبان فستیوال‌های زیادی است که هرساله به مناسبت‌های فرهنگی، باستانی و مدرن برگزار می‌شوند.
مالزی به عنوان یکی از باثبات‌ترین سیاست‌های جهان، از نظر نفوذ اقتصادی در منطقه، بعد از سنگاپور رتبهٔ دوم را دارد؛ اما به‌لحاظ سبک زندگی ارگانیک‌تر است.
نیمی از کشور مالزی که در جنوب شبه‌جزیره قرار دارد و هم‌مرز تایلند است، مالزیِ شبه‌جزیره‌ای نامیده می‌شود. بهترین دانشگاه‌های مالزی با بالاترین رتبه‌بندی و همچنین متنوع‌ترین و رنگارنگ‌ترین مناطق شهری، در این بخش شبه‌جزیره‌ای مالزی قرار دارند.
نیم دیگر آن، بورنئوی مالزیایی نام دارد که دارای جزیره‌ای مشترک با اندونزی است. بورنئوی مالزیایی نسبت به مالزی شبه‌جزیره‌ای، آرام‌تر است و سبک زندگی در آن منزوی، اصیل و جنگلی است.

## تاریخ
اولین بار پرتغالی‌ها شبه جزیره مالایا را کشف کرده سپس برای حکومت به این جزیره تمرکز کردند، مدتی بعد بریتانیایی‌ها وارد عمل شده و این کشور را تصرف کردند. در طول استعمار بریتانیا روز به روز تجارت در جزیره رونق پیدا می‌کرد.
اولین پادشاهی مالزی که بر بندرهای شهرهای ساحلی حکومت می‌کرد در قرن ۱۰ میلادی تشکیل شد. این پادشاهی شامل لنگ کاسوکا، لمبابوجانگ، کداح، برآس، گانگانگارا در پراک و پان پان در کلانتن می‌باشند.
شبه جزیره مالزی اولین بار در سال ۱۵۰ پس از میلاد در کتابی از بطلمیوس ثبت شد. بطلمیوس نام «Aurea Chersonesus» را به آن داد که به معنای «شبه جزیره طلا» است.
شواهدی از سکونت انسان در شبه جزیره مالزی از ۴۰۰۰۰ سال پیش وجود دارد! اولین ساکنان این منطقه مردم چین و هند امروزی بودند. پس از دوران استعمار پرتغالی‌ها، هلندی‌ها، بریتانیایی‌ها نوبت به اشغال ژاپنی‌ها رسید. مالزی سرانجام در سال ۱۹۶۳ جایگاه خود را به عنوان یک کشور مستقل به دست آورد. امروزه کسانی که با ویزای مسافرتی مالزی قدم به این کشور می‌گذارند هیچ رد و اثری از استعمار را نمی‌بینند.

## دوره معاصر
در حدود ۸۰ سال پیش این جزیره به استقلال خود حرکت می‌کرد تا اینکه بریتانیایی‌ها از جزیره بیرون رفتند. سپس فدراسیون مالزی با دربر گرفتن صباح، برونئی، سنگاپور و شبه‌جزیره مالایی تشکیل شد، ولی برونئی و سنگاپور به راه خود رفتند و از فدراسیون خارج شدند. هم‌اکنون سنگاپور و برونئی دو کشور جداگانه‌اند.

## دولت و سیاست

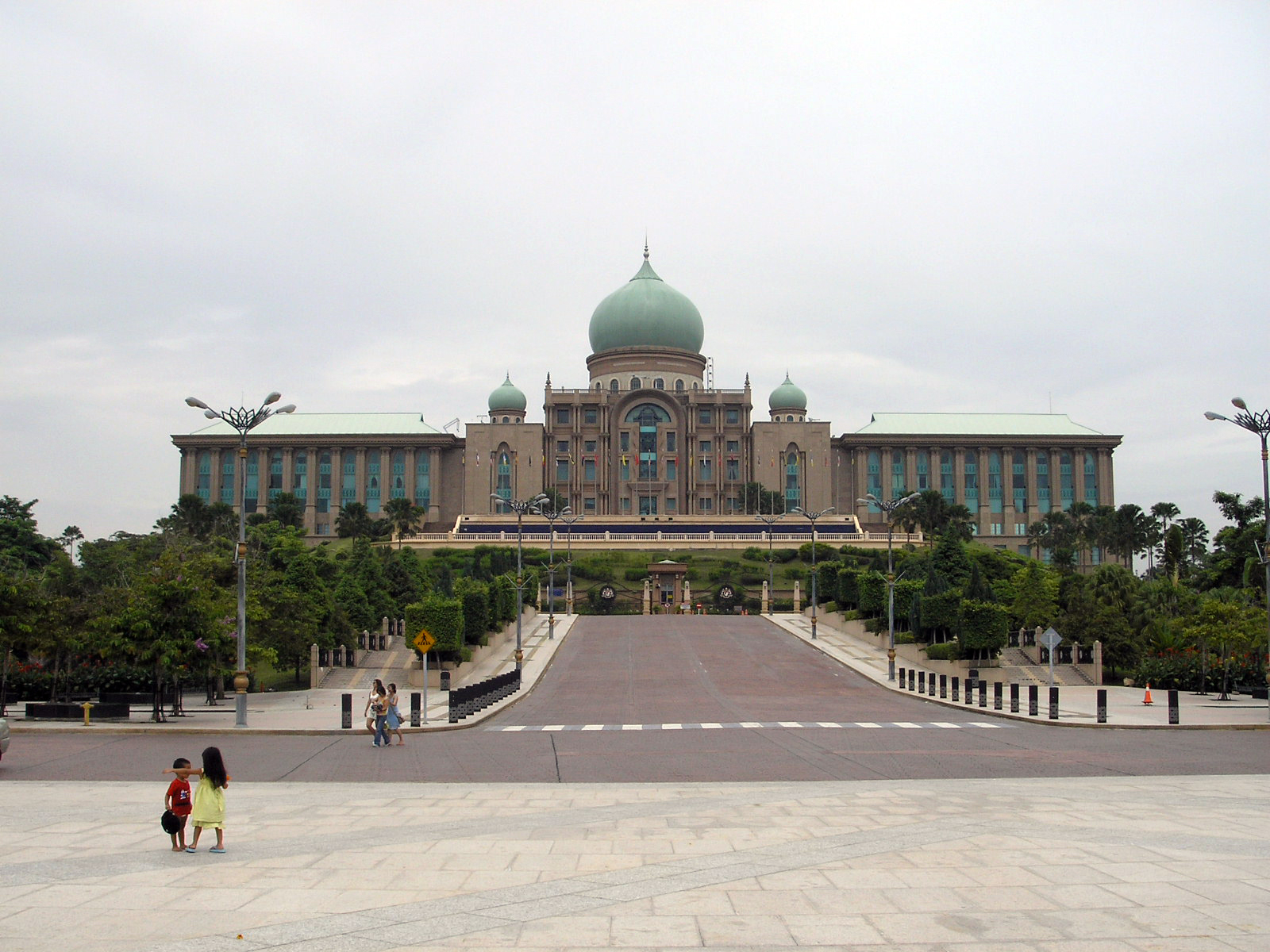
دفتر نخست‌وزیر مالزی، پوتراجایا

### حکومت سلطنتی دوره‌ای
مالزی پس از استقلال از انگلیس در سال ۱۹۵۷، حکومت سلطنتی دوره‌ای را پذیرفت. بر اساس قانون اساسی مالزی، پادشاه، از میان ۹ سلطان ایالت‌های مختلف مالزی از ۱۳ ایالت، به‌طور دوره‌ای و برای مدت ۵ سال انتخاب می‌شود. در چهار ایالت دیگر که سلطان ندارند، بالاترین مقام رسمی، فرمانداران انتصابی هستند که آن‌ها نیز با ترتیب خاصی انتخاب شده و مقام تشریفاتی و اختیارات رسمی سلاطین را دارا می‌باشند. پادشاه در مالزی در ظاهر دارای اختیارات و وظایف تشریفاتی است ولی در عمل بر بسیاری از امور دخالت داشته و حتی قدرت انحلال مجلس را نیز دارا می‌باشد.
پادشاه در مقام فرماندهی کل نیروهای مسلح کشور دارای اختیاراتی رسمی بوده است و به عنوان بالاترین مقام کشور، تنفیذ نخست‌وزیر (پس از انتخاب شدن وی از طریق پارلمان) و توشیح پیشنهاد انحلال مجلس یا عدم قبول آن را بر عهده دارند. انتصاب قضات دادگاه فدرال و دادگاه‌های عالی از جمله معدود وظایف پادشاه است. تصمیمات پارلمان نیز به سمع و نظر شاه می‌رسد ولی وی اجازه اظهار نظر ندارد. انحلال مجلس هم از معدود اختیارات پادشاه محسوب می‌شود. قوه قانونگذاری مالزی متشکل از دو مجلس سنا و مجلس نمایندگان است که ۴۰ نفر از ۶۹ عضو مجلس سنا را پادشاه انتخاب می‌نماید.

### دولت و سیاست

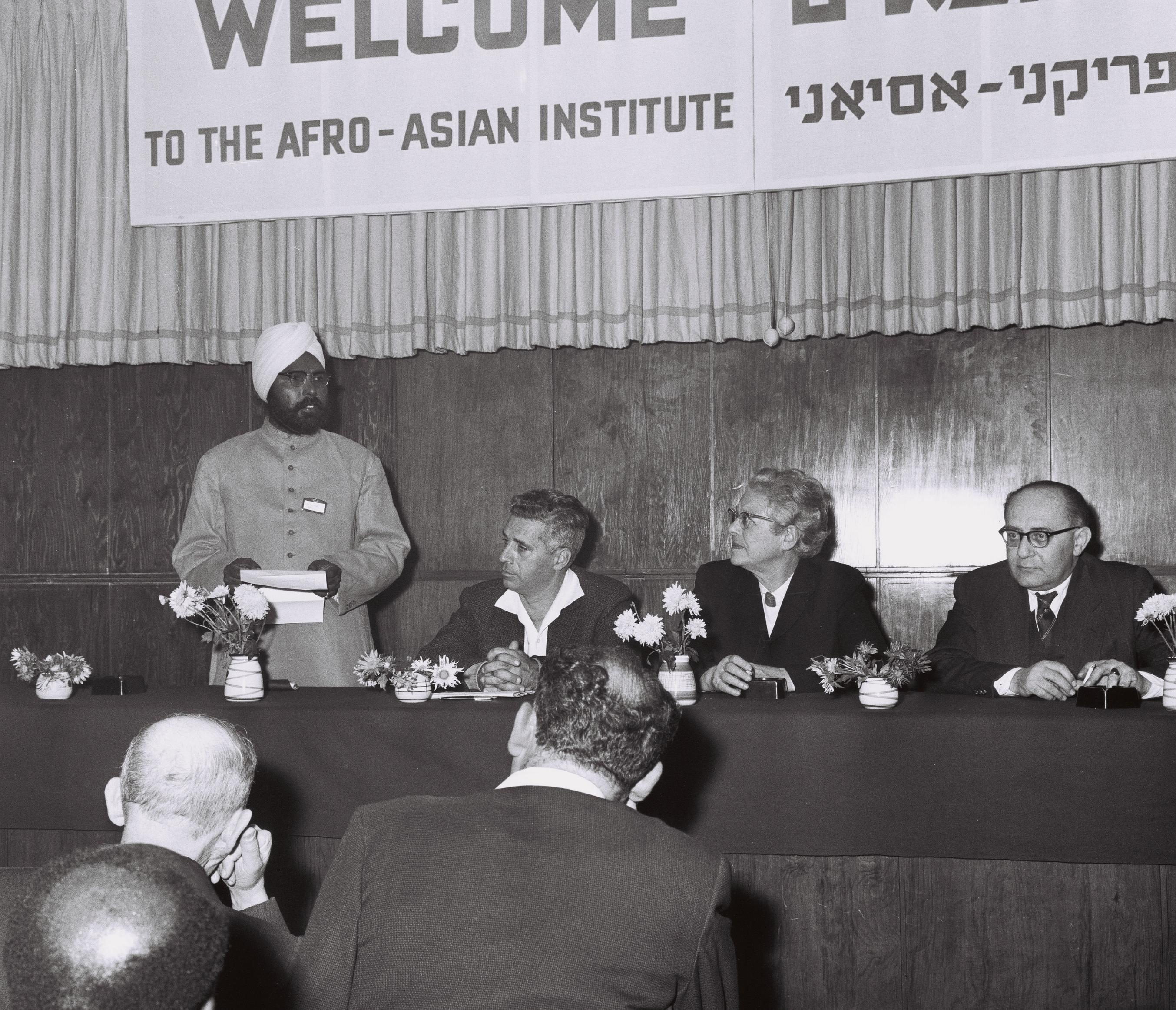
سخنرانی کائل سینگ از مالزی در افتتاحیه دوره سوم در مؤسسه آفریقایی-آسیایی، تل آویو. اسرائیل سال ۱۹۶۲‏ میلادی

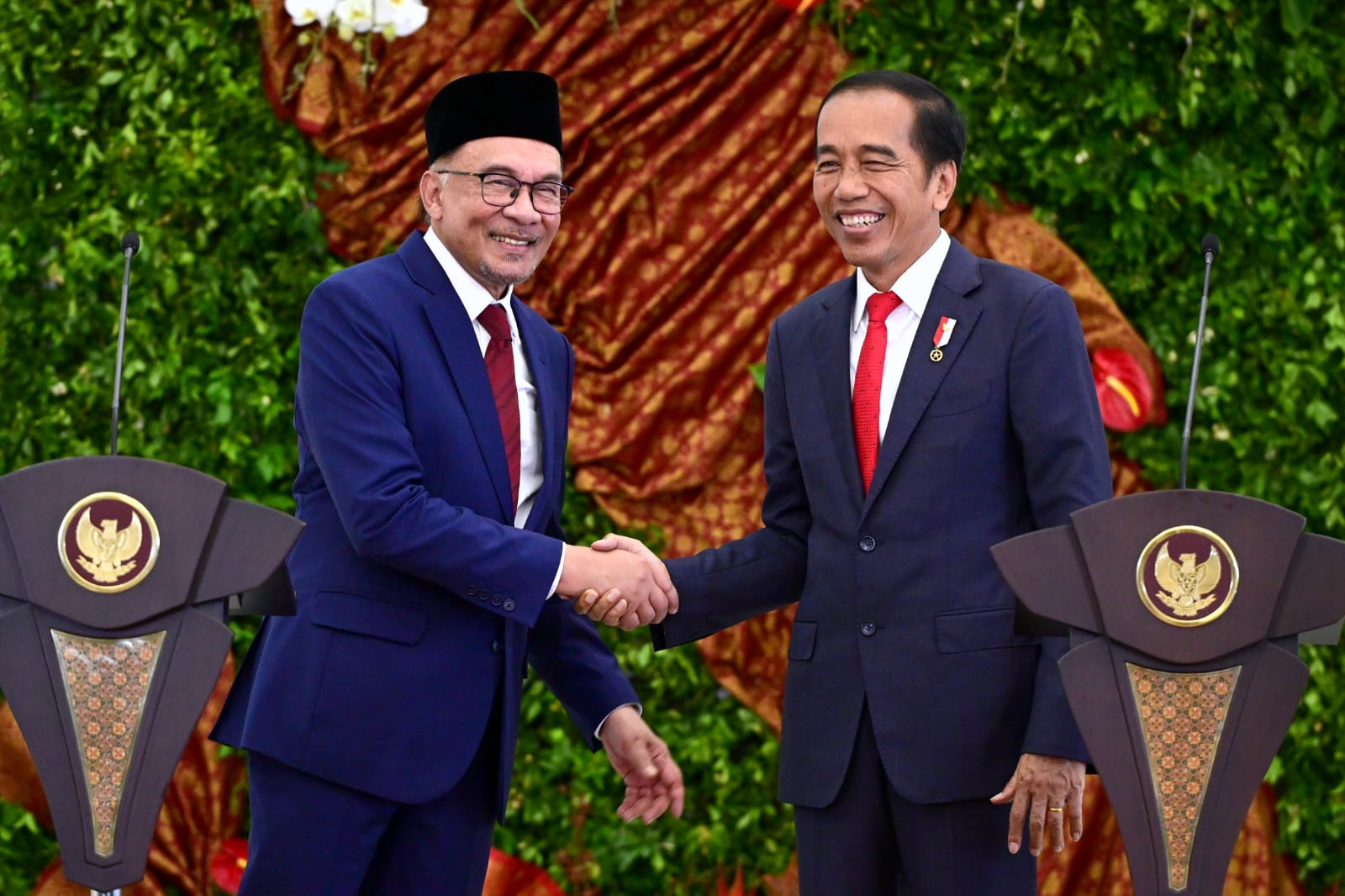
انور ابراهیم نخست‌وزیر مالزی و جوکو رئیس‌جمهور اندونزی.

سازمان حکومتی در مالزی نسبتاً الگوبرداری از سازمان پارلمانی سیستم وست مینستر، یا به عبارتی میراث حکومت امپراتوری بریتانیا است. اما در عمل، بیشتر قدرت در شاخهٔ اجرائی دولت متمرکز می‌شود تا بخش مقننهٔ آن، و قوهٔ قضائیه در اثر حملات مداوم دولت در دورهٔ ماهاتیر تضعیف شد. از زمان کسب استقلال در سال ۱۹۵۷، مالزی توسط یک ائتلاف چند نژادی تحت عنوان ناسیونال باریسان (قبلاً یک اتحاد بوده) اداره شده است.
مجلس مالزی شامل یک مجلس نمایندگان (Dewan Rakyat) (یعنی «خانه ملت») و یک مجلس سنا یا (Dewan Negara) (یعنی خانه کشور) می‌باشد. مجلس ۲۱۹ عضوی نمایندگان از طریق هیئت‌های تک عضوی موکلانی انتخاب شده‌اند که اعضای آن برای حداکثر یک دوره ۵ ساله برگزیده می‌شوند. قدرت قانونگذاری بین قانونگذاران فدرال و ایالتی تقسیم می‌شود. تمام ۷۰ سناتور آن برای مدت ۳ سال متصدی امور وکالت خود هستند؛ که ۲۶ نفر از آن‌ها از سوی مجامع ایالتی، ۲ نفر به نمایندگی از منطقهٔ فدرال کوالالامپور، یعنی ۱نفر از حوزه‌های فدرال لابوآن و پوتراجایا، و ۴۰ نفر باقی نیز توسط شاه منصوب می‌گردند. انتخابات پارلمانی مالزی دست کم یکبار در هر ۵ سال برگزار می‌شود، که آخرین انتخابات عمومی آن در مارس ۲۰۰۴ برگزار شده است. سن رأی‌دهندگان باید از ۲۱ به بالا باشد تا بتوانند برای اعضای مجلس نمایندگان و نیز بیشتر ایالات و نیز مجمع قضائی ایالتی رأی بدهند. رأی دادن اجباری نیست.
قدرت اجرایی در اختیار کابینهٔ مالزی (هیئت دولت) به ریاست نخست‌وزیر است؛ و قانون اساسی مالزی تأکید می‌کند که نخست‌وزیر باید عضو مجلس سفلای پارلمان مالزی باشد که بنابر نظر حاکم عالی می‌تواند به گروه اکثریت در مجلس دستور دهد. کابینه از میان اعضای دو مجلس انتخاب می‌گردد و مسئول ادارهٔ آن مرجع نیز می‌باشد. همچنین دولت مالزی در تلاش است که میزبانی جام جهانی ۲۰۳۰ را کسب کند.
دولت‌های ایالتی با ریاست وزرای عالی (Menteri Besar در ایالات مالایایی یا Ketua Menteri در ایالاتی که حاکمان موروثی ندارند) با شوراهای ایالتی (Dewan Undangan Negeri) و با رأی شاهان و فرمانداران آن‌ها برگزیده می‌شوند.

## تقسیمات کشوری
مالزی دارای ۱۳ ایالت است و هر ایالت دارای یک سر وزیر است و اکثر ایالت‌ها دارای «پادشاه» هستند.

## جغرافیا
کشور مالزی در جنوب شرقی آسیا واقع شده و از لحاظ جغرافیائی از دو قسمت کاملاً جدا تشکیل شده. میان ۱ تا ۷ درجه عرض شمالی و ۱۰۰ تا ۱۱۹ درجه طول شرقی قرار دارد.
دو بخش متمایز مالزی از طریق دریای چین جنوبی از یکدیگر جدا شده‌اند، که هردو بخش غربی شبه جزیره مالزی و شرق مالزی، دارای منظرهٔ بسیار مشابهی از دشت‌های مرتفع ساحلی هستند که اغلب از تپه‌ها و کوهستان‌های جنگلی انبوه پوشیده شده که مرتفع‌ترین آن، کوه کینابالو به ارتفاع ۴٬۹۵۲ متر بر روی جزیرهٔ بورنئو قرار دارد. آب و هوای محلی، استوایی بوده که مشخصهٔ آن بادهای موسمی سالانه است که (در ماه‌های آوریل و اکتبر) در جنوب غرب و (از اکتبر تا فوریه) در شمال غرب می‌وزد.
تانجونگ پی آی، که در ایالت جنوبی جوهور قرار دارد، جنوبی‌ترین نقطه قارهٔ آسیا می‌باشد.
تنگهٔ مالاکا که بین سوماترا و شبه جزیرهٔ مالزی قرار دارد، به شکل بحث‌برانگیزی مهم‌ترین مسیر کشتیرانی جهان محسوب می‌شود.
پوتراجایا، مرکز اداری جدیدالتاسیسی برای دولت فدرال مالزی است که تا حدی در نظر دارد از تراکم فزاینده داخل پایتخت مالزی، کوالالامپور بکاهد. کوالالامپور به عنوان مقر پارلمان و علاوه بر آن مرکز بازرگانی و مالی کشور باقی می‌ماند. دیگر شهرهای اصلی آن عبارتند از پنانگ جرج تاون، ایپوه، جوهور باهرو، کوچینگ، کوتا کینابالو، الور ستار، کوتاباهارو و شهر مالاکا.

## آب و هوای مالزی

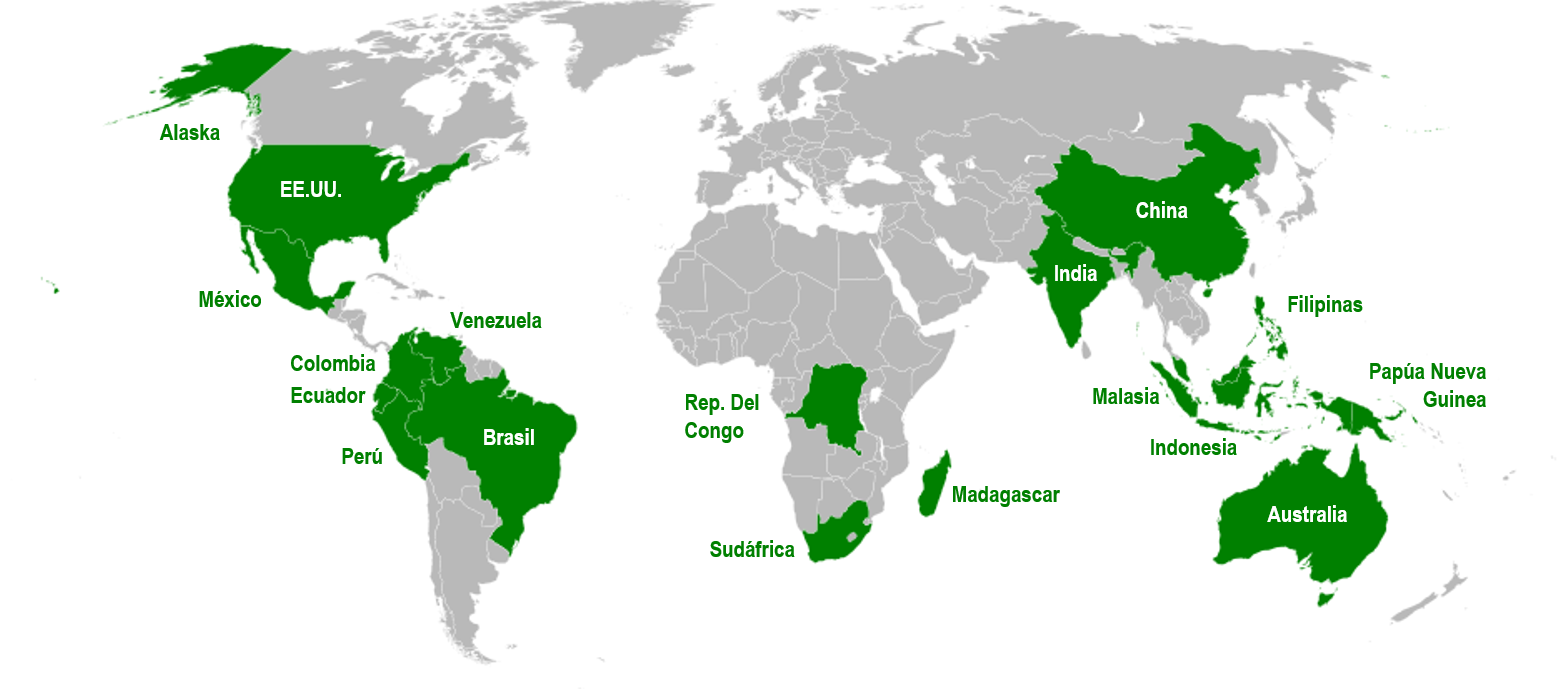
مالزی جزو کشورهای دارای تنوع زیستی کلان

تغییرات آب و هوای مالزی بسیار ناچیز است و آب و هوای مالزی در روز، حدود ۳۰ درجه سانتی گراد تغییر می‌کند. در کشور مالزی به خاطر باران‌های فراوان در تمام سال رطوبت زیادی وجود دارد مخصوصاً در فصل‌های گرم سال آب و هوای مرطوب را بیشتر حس می‌کنید. اگر دلتان باران می‌خواهد باید خودتان را به سواحل شرقی کشور مالزی برسانید تا شاهد شدیدترین بارندگی‌ها از اواخر نوامبر باشید.

### بهترین زمان سفر به مالزی

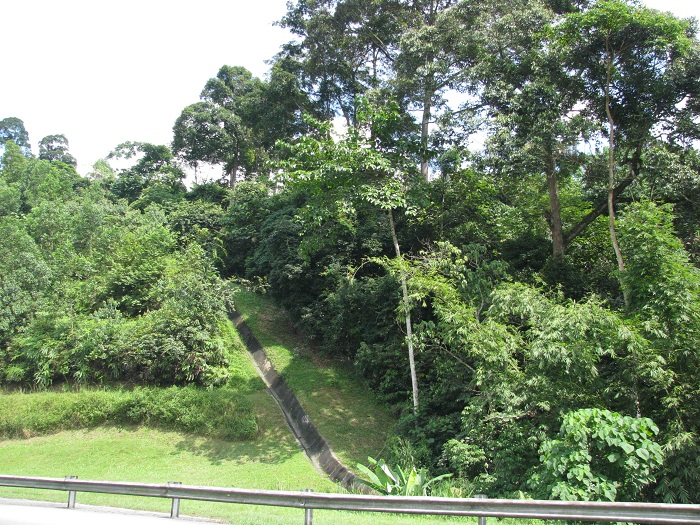
آب و هوای کشور مالزی

- آب و هوای مالزی به ویژه در بهار برای تفریحات آبی و ساحلی بسیار مناسب است، در اواخر بهار که هوا کمی گرم شده است و دیگر از باران‌های شدید خبری نیست می‌توان نهایت لذت را از تفریحات آبی برد؛ چون آب و هوای مالزی در بهار نه آنقدر گرم است که آزرده‌خاطر شوید و نه آنقدر بارانی که بخواهید به دنبال چتر باشید!
- آب و هوای مالزی در تابستان مناسب جزیره‌گردی است! اگر در شهرهای بزرگ مالزی مانند کوالالامپور و ملاکا ساکن هستید ممکن است گرمای هوا اذیتتان کند. پس بار و بندیل را ببنید و راهی جزایر ناب و هیجان‌انگیز این کشور شوید. آب و هوای مالزی در تابستان و جزایر مالزی آنقدر جذاب و دلپذیر است که تابستان برایتان مثل برق و باد تمام می‌شود.
- آب و هوای مالزی در پاییز هم که گفتن ندارد، مشهور است که پاییز در مالزی فصل جنون و عاشقی است. برگ‌های زرد، قرمز و نارنجی تمام شهر را پر می‌کند و باید آماده پیاده‌روی در خیابان‌های باران‌زده مالزی شوید. در آب و هوای پاییزی مالزی بهتر است صبر کنید تا باران کمی ملایم‌تر شود. چون برخی از باران‌های پاییزی کشور مالزی بسیار شدید بوده و با سیل همراه هستند.
- جالب اینجاست که حتی در زمستان به دلیل قرار گرفتن مالزی در منطقه استوایی، سرمای زیادی احساس نمی‌شود، در واقع اکثر جشن‌ها و فستیوال‌های مالزی در این فصل برگزار می‌شود. همچنین سبک لباس پوشیدن در زمستان مالزی مانند بیشتر کشورهای استوایی چندان تفاوتی با سایر فصول ندارد. باران هم که مهمان همیشگی آب و هوای مالزی در زمستان است، با این وجود هیچ خبری از سوز سرمای استخوان سوز نیست و شما می‌توانید با چتر در مراسمات شرکت کنید.

## مردم

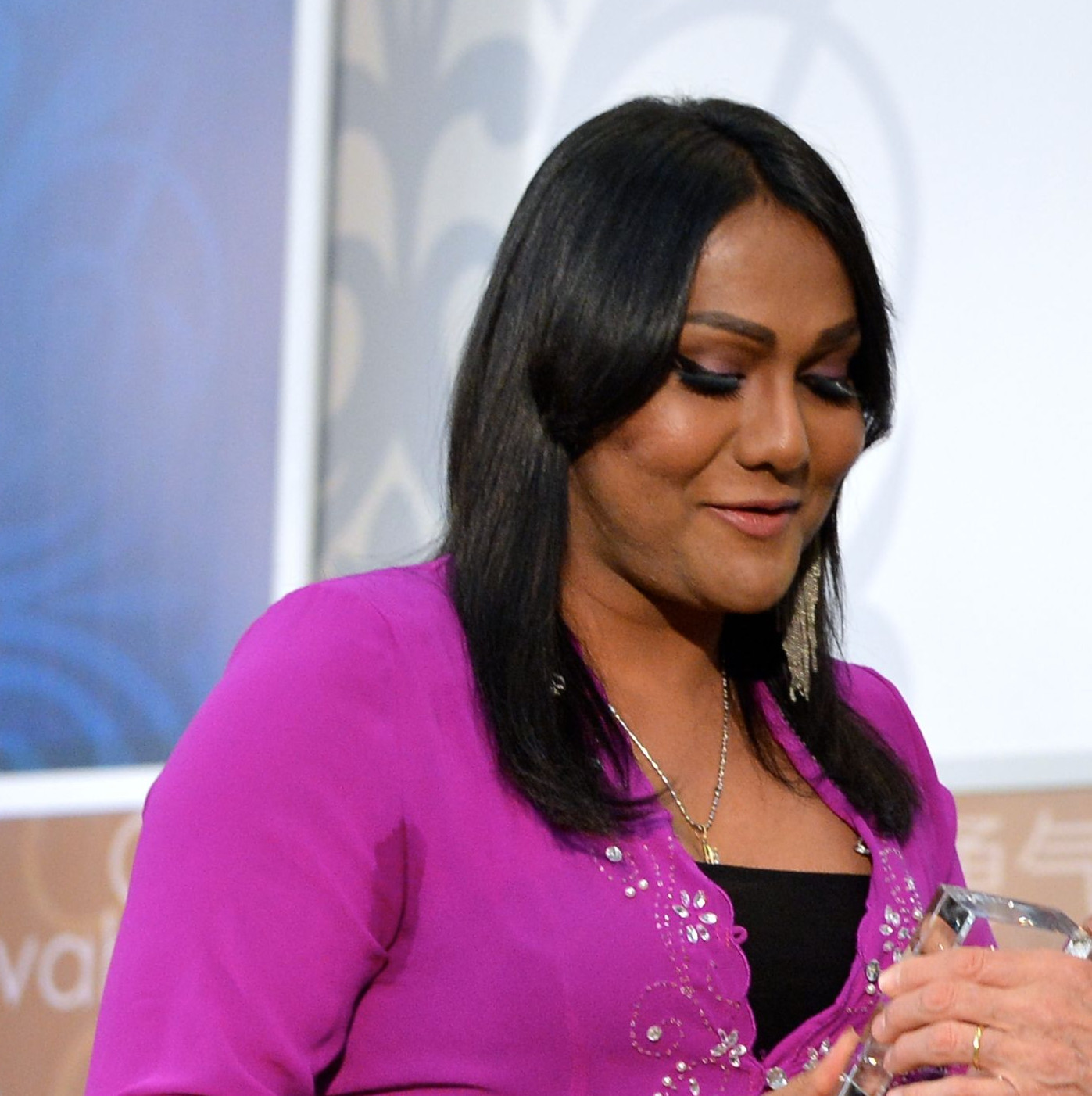
نیشا ایوب حقوقدان اهل مالزی

## دین

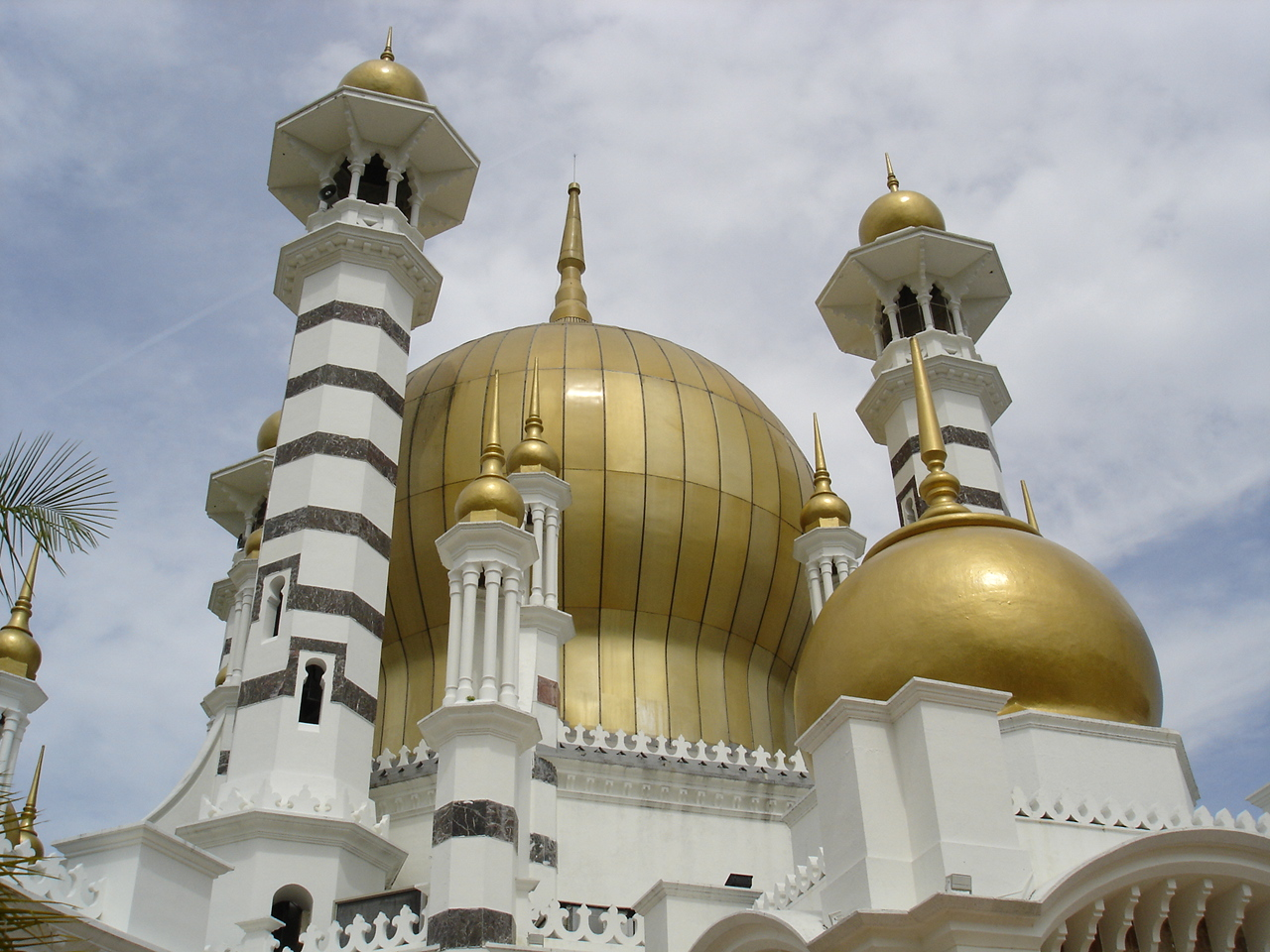
مسجد عبودیا، یکی از مساجد تاریخی شناخته شده کوآلاکانگسار

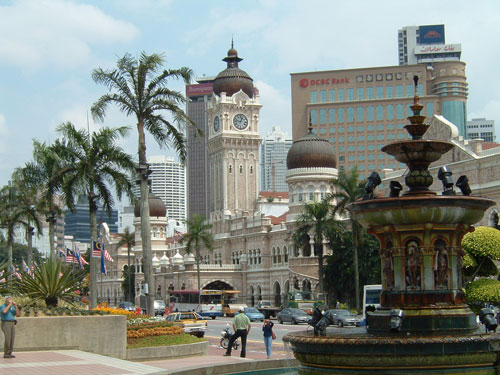
ساختمان سلطان عبدالصمد در در مجتمع‌های دربار عالی مالایا و Trade Court در کوالا لامپور. کوالالامپور مرکز ایالات فدراتیو مالایی و پایتخت فعلی مالزی است.

## شهروندی

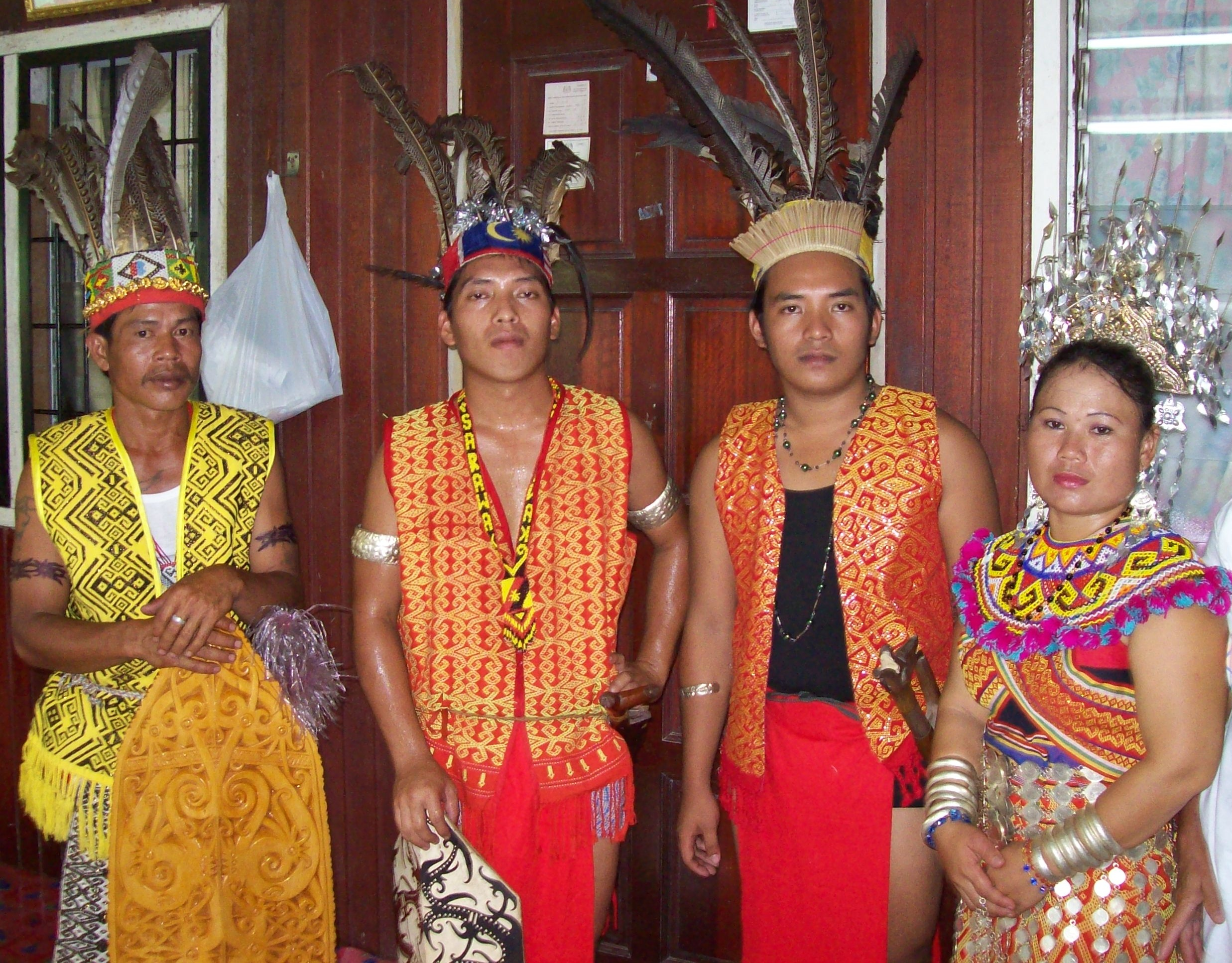
مردم مالزی با لباس بومی